# Тут наш дім
«Тут наш дім» — радянський телефільм 1984 року, знятий режисером Саулюсом Восілюсом на Литовській кіностудії.

## Сюжет
Фільм поставлено за однойменним романом Ю. Паукштяліса. Головний герой фільму Валентас Бернотас, талановита людина із народу, проходить складний життєвий шлях — від останніх років незалежної республіки до повоєнної Литви.

## У ролях
- Кястутіс Жилінскас — Валентас Бернотас
- Рута Сталілюнайте — Моркувене
- Юрате Онайтіте — Ірена Маргявічюте
- Нійоле Ожеліте — Рожите
- Пятрас Степонавічюс — Моркус
- Антанас Шурна — Маргявічюс
- Гражина Баландіте — Маргявічене
- Дануте Юроніте-Зельчювене — мати Валентаса
- Аполонія Маткявічюте — Марійона
- Юозас Ярушявічюс — Руліс
- Чесловас Юдейкіс — епізод
- Егідіюс Паулаускас — Бутрімас
- Роландас Буткявічюс — Шляжас
- Геновайте Толкуте-Габренене — Шляжене
- Леонардас Зельчюс — епізод
- Рімантас Багдзявічюс — Міколас
- Ідалія Крікщонайтіте — Палюте
- Крістіна Казлаускайте — Ане
- Гедимінас Карка — Бірбілас
- Вітаутас Паукште — вчитель
- Вітаутас Румшас — наречений
- Еляна Гайгалайте — Баронене
- Донатас Гарніс — Юозукас
- Нійоле Наріяускайте-Гражене — селянка
- Валентінас Клімас — епізод
- Ремігіюс Вілкайтіс — залізничник
- Ельвіра Пішкінайте — Міра
- Юозас Рігертас — ксьондз
- Ельвіра Жебертавічюте — Пемпене
- Даля Оверайте — Людве
- Ірена Тамошюнайте — епізод
- Адольфас Вечерскіс — епізод
- Володимир Єфремов — німецький офіцер
- Олегас Дітковскіс — німецький офіцер
- Кароліс Дапкус — епізод
- Повілас Станкус — епізод
- Альгірдас Венскунас — лікар
- Вальдас Жильонас — епізод
- Альгірдас Кубілюс — епізод
- Кястутіс Маціяускас — Ожальокас, шофер
- Даля Сторік — продавчиня
- Вікторія Міколайтіте — епізод
- Мілан Херсонський — мірошник
- Юрате Шимкуте — співачка
- Ляонас Змірскас — епізод
- Антанас Сейкалис — детектив
- Антанас Пікяліс — жандарм
- Ромуальдас Грінцявічюс — епізод

## Знімальна група
- Режисер — Саулюс Восілюс
- Сценаристка — Валентіна Паукштяліте
- Оператор — Йонас Ботірюс
- Композитор — Альгімантас Раудонікіс
- Художник — Саулюс Сруогіс